# Codie
A Codie egy csökkentett funkciókészlettel üzemelő ARM alapú, bluetooth vezérlésű játék robot és egy egyedi programozási nyelv volt, amit egy magyar startup cég fejlesztett. A robot eredeti célja az lett volna, hogy a gyerekeknek algoritmikus gondolkodást tanítson.

## Az alkalmazás
A Codie app a fejlesztők szerint igyekszik szórakoztatóvá tenni az algoritmikus gondolkodást. Terv szerint az összetett robot programot színes blokkdiagramokba lehet szervezni, a felhasználók pedig nyilak segítségével meghatározhatják a végrehajtás irányát. Az alkalmazás programminták segítségével igyekszik megtanítani a programozás alapjait, úgy mint elágazás, ciklus, szubrutin, változó.

## Hiányos funkciókészlet
A Codie robot üzleti modellje közösségi finanszírozáson alapult, az Indigogo oldalán 2015. május 24-én 115%-os finanszírozottság mellett fejeződött be a kampány. Ezután saját honlapon folytatódott a robotok előrendelése, az első rendelők 2015 decemberében kapták kézhez a robotokat. A robothoz tartozó, programozást tanító alkalmazás viszont jelenleg erősen csökkentett funkciókészlettel működik, csupán előre-hátra mozgásra és jobbra-balra fordulásra képes. A hivatalos honlapon hirdetett programozási funkciók egyike sem működik.